# جاز برزیلی
جاز برزیلی ترکیب موسیقی برزیل و ریتمهای سامبا و بوسانوا با جاز است. می‌توان آن را شعبه‌ای از جاز لاتین دانست که خود ترکیب جاز و موسیقی آمریکای لاتین است. از پیشگامان این سبک آنتونیو کارلوس ژوبیم و استن گتز هستند.